# Battle Nexus
De Battle Nexus is een fictieve wereld/dimensie uit de tweede animatieserie van de Teenage Mutant Ninja Turtles.
De Battle Nexus is een nexus van dimensies verbonden met verschillende werelden, waaronder de Aarde en de planeet van de Triceratons. De Battle Nexus is de locatie van een groots toernooi dat eens in de drie jaar wordt gehouden, en waar krijgers uit verschillende sterrenstelsels en zelfs uit verschillende parallelle universums strijden om de titel van sterkste krijger van het multiversum.
De Nexus wordt beheerd door een mystiek figuur bekend als de Daimyo, die toezicht houdt op het toernooi en de vrede bewaart in de Battle Nexus wereld. Hij heeft het laatste woord over wie er mee mag doen aan het toernooi, en wat de regels zijn. De gevechten zelf worden vaak beoordeeld door zijn dienaar, een eeuwig wezen genaamd Gyoji.
De Battle Nexus schijnt zijn eigen vorm van magie te hebben. Traximus, een lid van de Triceratons (die normaal leven in een atmosfeer van stikstof en zwavel), kon in de Nexus gewoon zonder een pak rondlopen en net zo makkelijk ademhalen als de deelnemers van de Aarde.
De Battle Nexus speelde vooral een rol in de meerdelige finale van het tweede seizoen, waarin de Ninja Turtles hun meester Splinter via een interdimensionale poort volgden naar de Nexus. Daar ontdekten ze dat Splinter de kampioen was van het vorige toernooi, en dat zijn meester, Hamto Yoshi, ook een Battle Nexus kampioen was.
Tijdens het toernooi ontdekten de Turtles een plot van de Ultimate Ninja – de zoon van de Daimyo – en Splinters oude rivaal Drako. De twee wilden de oorlogsstaf van de Daimyo stelen om over het universum te heersen. Uiteindelijk werden ze verslagen.
In seizoen 3 reisden Leonardo en Miyamoto Usagi naar de Battle Nexus omdat "Ultimate Drako" (een fusie van Drako en de Ultimate Ninja) de Turtles naar allemaal andere parallelle universums had gestuurd. Daar bevochten ze de twee schurken, en gebruikten de oorlogstaf om iedereen terug te halen naar zijn eigen wereld.
In de strips werd de Battle Nexus even genoemd in deel 24 van volume 4. In deel 25 en 26 reist Leonardo naar de Battle Nexus, maar weet nog niet wat deze plek precies is.

## Bekende kampioenen
- Hamato Yoshi
- Het Ninja Tribunal
- Drako
- Splinter
- Michelangelo (winnaar van het meest recente toernooi).

## Meest recente toernooi
Dit is het toernooi dat werd getoond in de “Big Brawl” afleveringen in de finale van seizoen 2.

### Bekende deelnemers
- Splinter (verloor expers in ronde twee toen hij tegen Michelangelo moest vechten, omdat hij zijn zoon een kans wilde geven kampioen te worden)
- Leonardo (moest opgeven na ronde twee omdat hij werd beschoten met een gifpijl)
- Raphael (bereikte de kwartfinale, maar verloor daar van Michelangelo)
- Donatello (verloor in de eerste ronde)
- Michelangelo (won het toernooi)
- Miyamoto Usagi (verliet het toernooi omdat hij niet tegen Leonardo kon vechten aangezien die was uitgeschakeld met een gifpijl).
- Gen (deelnemer halve finale, verloor van Kluh)
- Kluh (finalist, verloor van Michelangelo)
- Traximus (verloor in ronde twee van Raphael)
- Spasmosaur (verloor in ronde twee)